# カール・アントン・アウグスト・フォン・シュレースヴィヒ＝ホルシュタイン＝ゾンダーブルク＝ベック
カール・アントン・アウグスト（Karl Anton August von Schleswig-Holstein-Sonderburg-Beck, 1727年8月10日 マールブルク - 1759年9月12日 シュテッティン）は、シュレースヴィヒ＝ホルシュタイン＝ゾンダーブルク＝ベック家の公子。プロイセン王国の軍人。

## 生涯
シュレースヴィヒ＝ホルシュタイン＝ゾンダーブルク＝ベック公ペーター・アウグストと、その最初の妻でヘッセン＝フィリップスタール方伯フィリップの娘であるゾフィーの間の息子。1754年5月30日ケーニヒスベルクにて、従妹のフリーデリケ・ツー・ドーナ＝シュロビッテンと結婚。七年戦争中のクネルスドルフの戦いに陸軍少佐として参加したが致命傷を受けて、父より先に死亡したため、ベック公爵家の家督は一人息子フリードリヒ・カール・ルートヴィヒが継いだ。